# Vallée des Mochènes
La vallée des Mochènes (en italien valle dei Mòcheni, ou valle del Fersina, en mochène Bersntol et en allemand Fersental) est une vallée italienne de la province de Trente parcourue par le ruisseau Fersina, de sa source à la ville de Pergine Valsugana. La région est connue pour la présence d'une enclave linguistique germanophone remontant au Moyen-Âge, celle des Mochènes.

## Géographie
La vallée est entourée par les sommets du secteur ouest du massif Lagorai. Pâturages et bois, notamment mélèzes et épicéas, y abondent.
Les principales montagnes (avec le nom correspondant en mochène) qui entourent la vallée sont :
- Mont Ruioch (Rou joh) - 2 432 m ;
- Sasso Rotto (Inderrschrum) - 2 398 m ;
- Cima Sette Selle (Schrum Spitz) - 2 394 m ;
- Mont Gronlait (Groa 'Lait) - 2 383 m ;
- Mont Fravort (Hoabort) - 2 347 m ;
- Monte Conca (Kunko) - 2 301 m ;
- Pizzo Alto (Hoaspitz) - 2 264 m ;
- Cima Cagnon (Zatelen Joch) - 2 235 m ;
- Cima Pontara Alta (Lemperpèrg) - 2 008 m ;
- Dosso di Costalta (Costàlta) - 1 955 m (qui sépare la vallée du plateau du Piné).

## Population
Dans la vallée des Mochènes s'étendent les communes de Fierozzo (Vlarotz), Frassilongo (Garait), Palù del Fersina (Palai en Bersntol), Sant'Orsola Terme et partiellement celles de Vignola-Falesina, Pergine Valsugana et Civezzano.
La partie sud du versant occidental de la vallée est italophone, ainsi que Sant'Orsola Terme.

## Histoire

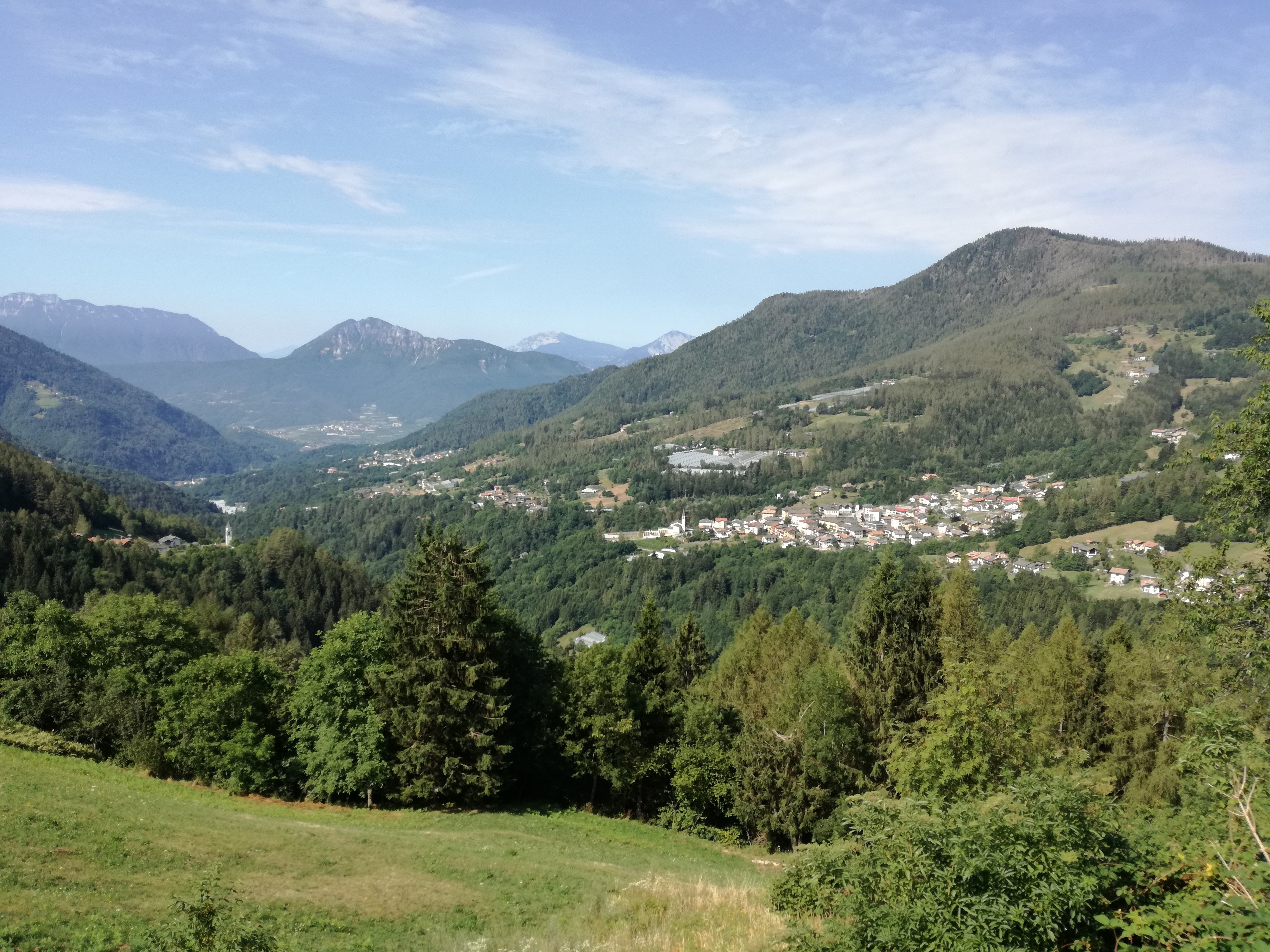
La partie basse de la vallée, avec Sant'Orsola Terme.

Avant le Moyen Âge, la vallée n'était utilisée que pendant les mois d'été pour les pâturages ; les premières implantations permanentes datent du milieu du XIIIe siècle, dans la partie inférieure de la vallée (Frassilongo et ses hameaux). Au début du XIVe siècle, les colonies s'étendent vers l'amont, et les premières fermes avec des habitants permanents s'établissent dans les actuelles communes de Fierozzo et Palù del Fersina . Les premiers habitants, connus sous le nom de roncadori (du mot italien roncola, la serpe), sont principalement des agriculteurs germaniques et s'installent sur la montagne de Fierozzo.
Au Moyen Âge, la vallée dépend principalement du château de Pergine, tandis que le mont de Fierozzo qui relève de la Principauté épiscopale de Trente est concédé en bail perpétuel à la communauté de Povo. Au fil du temps, la montagne passe sous l'influence des comtes du Tyrol et la région, de plus en plus germanisée, est divisée entre la juridiction des châtelains de Pergine (qui en 1400 possèdent 32 fermes à Fierozzo) et les familles de Corrado de Frauenberg, Greifenstein et Starkenberg.
À ceux-ci s'ajoute aux XVe siècle et XVIe siècle une deuxième vague de migration, toujours des régions germaniques, de travailleurs des mines locales (les canopi). L'exploitation minière enrichit la vie économique de la vallée et favorise l'augmentation de la population. L'extraction du cuivre, de l' argent, du plomb, du quartz se poursuit pendant des siècles, se terminant par l'extraction de la fluorite dans les années 1970.
Ces activités agricoles et minières sont avec l'évolution de la langue mochène à partir de l'allemand les principales caractéristiques de la culture de la vallée.
L'activité commerciale typique de la vallée est plutôt, à partir du XVIIIe siècle, celle des Krumer (forme italienne : cròmeri), des agriculteurs qui pendant les mois d'hiver se transforment en vendeurs ambulants. Traditionnellement, ils commercent, parfois jusqu'au frontière de l'empire Ottoman des images religieuses sous verre, matière qu'ils se procurent en Bohême du Sud, en Autriche et en Bavière. Plus tard, leurs marchandises basculent vers des tissus d'habillement et de petites pièces pour la couture et la broderie. Cette activité diminue vers les années 1960.
Pendant la Première Guerre mondiale, la vallée est touchée par des opérations militaires (l'écrivain Robert Musil qui y combat en tant que lieutenant de l'armée austro-hongroise évoque son expérience dans ses journaux et dans quelques nouvelles et poèmes). En 1942, plusieurs habitants de langue mochène choisissent de s'installer, selon l'accord signé en 1939 par Adolf Hitler et Benito Mussolini sur le choix d'un lieu d'habitation cohérent avec son appartenance ethnique et culturelle, dans les fermes du protectorat de Bohême-Moravie occupé par les nazis. La plupart d'entre eux rentrent dans la vallée après la fin de la Seconde Guerre mondiale.

## Activités
L'économie de la vallée est essentiellement agricole : la culture des petits fruits (fraises, framboises, mûres, myrtilles, etc.) s'est particulièrement développée au début du XXIe siècle. On y produit la treccia mochena, une patisserie réputée typique de la vallée,.